# Julian Tuwim

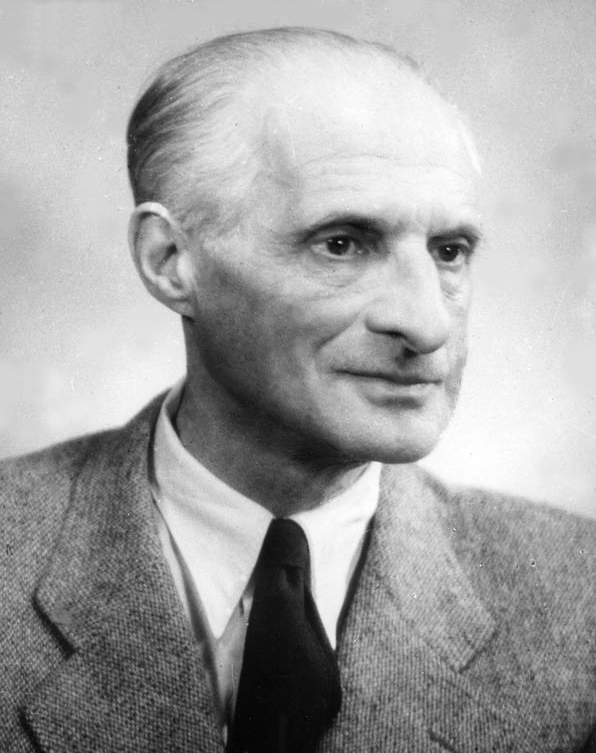
Julian Tuwim

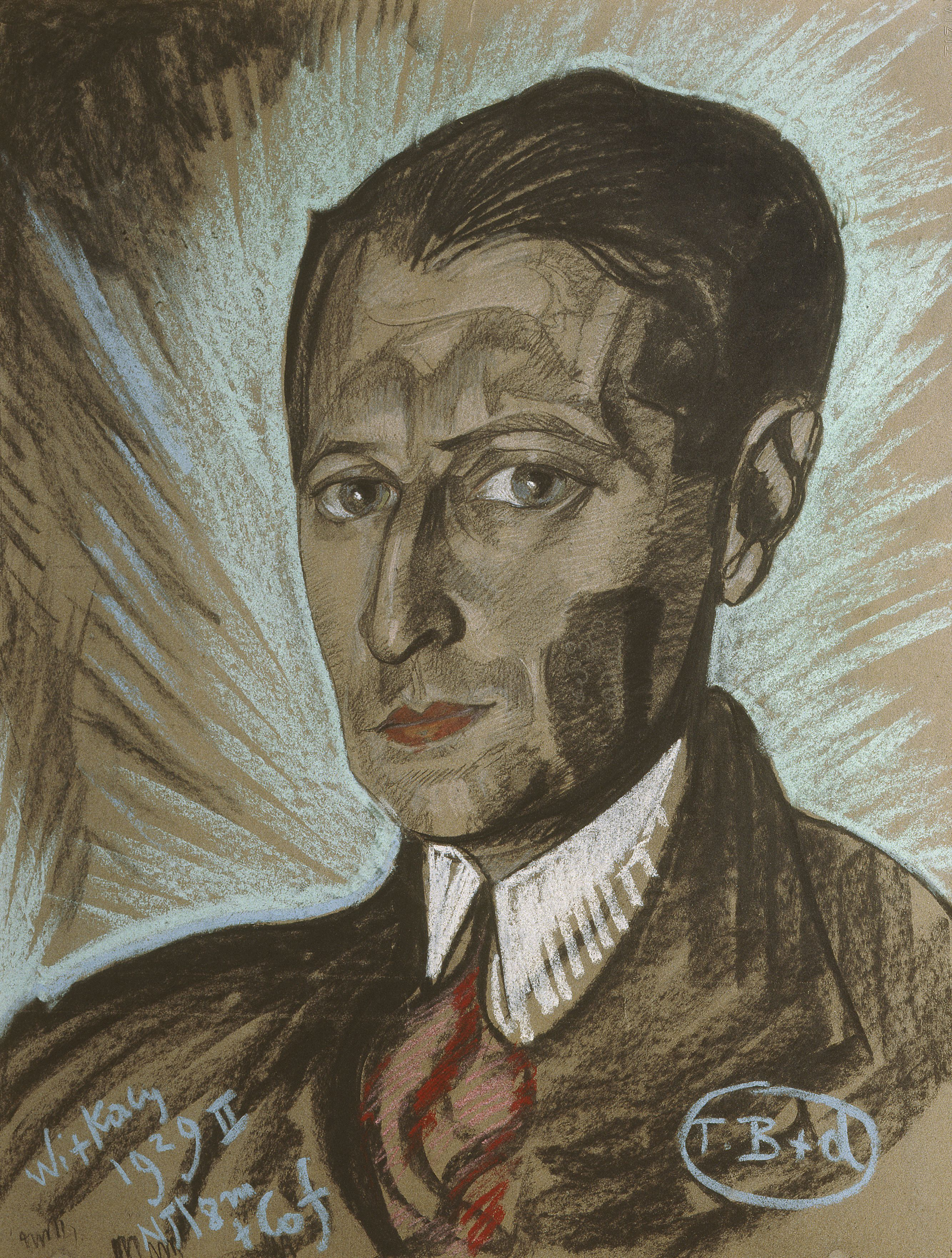
Julianf Tuwim porträtterad av Witkacy

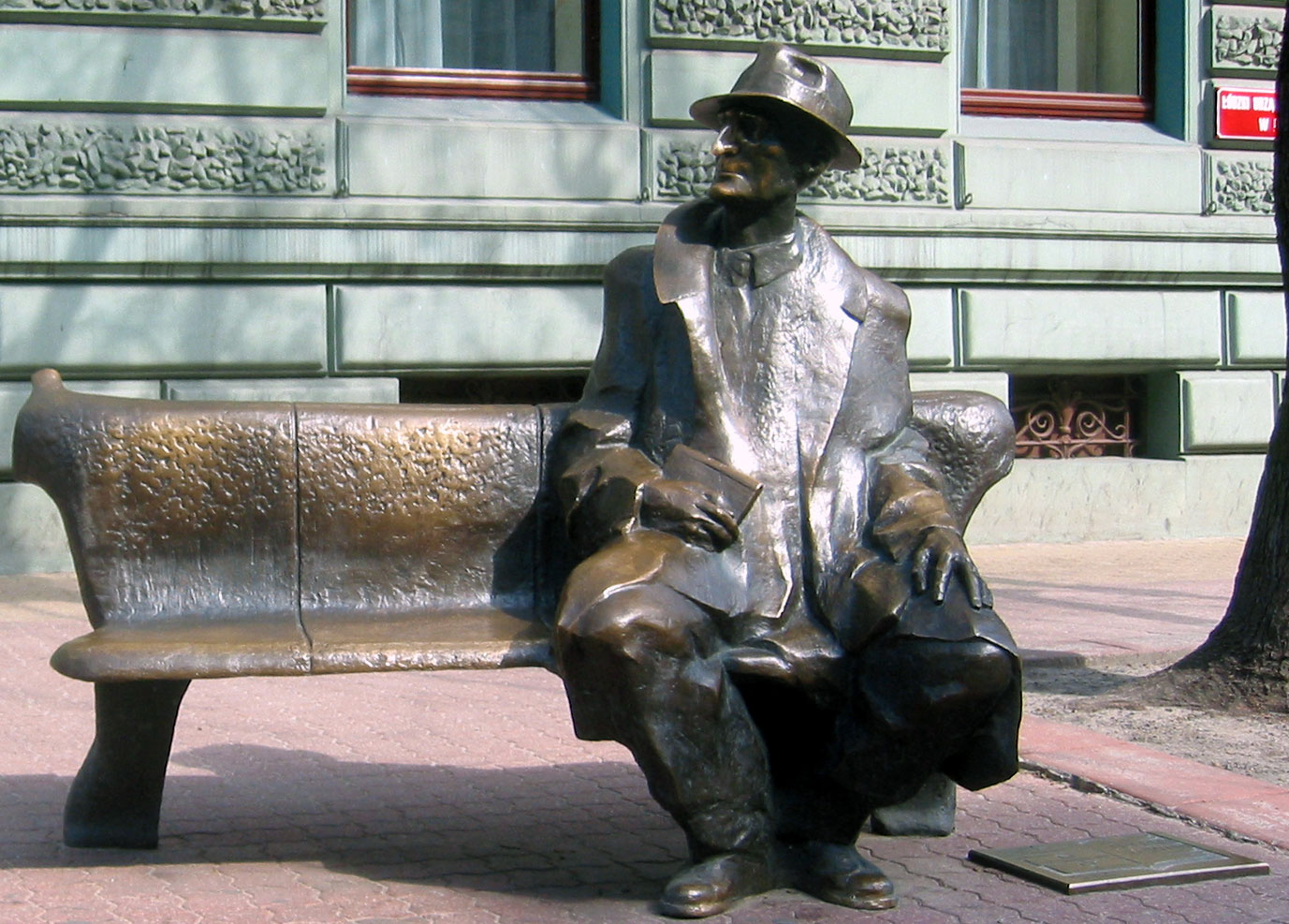
Staty över Julian Tuwin av Wojciech Gryniewicz, i Łódź

Julian Tuwim, pseudonymen Oldlen för sångtexter, född 13 september 1894 i Łódź, död 27 december 1953 i Zakopane, var en polsk poet. 
Julian Tuwim växte upp i en assimilerad judisk familj. År 1905 fick familjen fly från hemstaden Łódź för att undkomma repressalier för fadern  Izydors inblandning i 1905 års ryska revolution. Han studerade juridik och filosofi på universitetet i Warszawa. År 1919 var han grundare, tillsammans med  Antoni Słonimski och Jarosław Iwaszkiewicz, av gruppen Skamander, som bestod av experimenterande poeter.
Julian Tuwims dikter hyllade det urbana vardagslivet, inklusive trivialiteter och det vulgära. Han använde sig ofta av vardagligt språk och slang. Han hade från allra första början en böjning för satir.
År 1918 var Julian Tuwim medgrundare till kabarén "Picador", och han var författare eller regissör för många senare kabaréer. Från 1924 var han skribent för Wiadomości Literackie (Litterära nyheter), i vilken han skrev en veckokolumn. Han skrev också för den satiriska tidskriften Szpilki (Nålar).
Tuwim skrev även poesi för barn. Klassikern Lokomotivet (1938) har översatts till svenska av Anders Bodegård.

## Andra världskriget och senare
Julian Tuwim emigrerade 1939 i samband med Tysklands ockupation av Polen, först via Rumänien till Frankrike, och efter Frankrikes kapitulation via Portugal till Brasilien. Slutligen bosatte han sig i USA 1942. Åren 1939-41 medarbetade han i de polska emigranternas veckotidskrift Wiadomości Polskie, men avbröt sin medverkan efter skiljaktig uppfattning om relationen till Sovjetunionen. Åren 1942-46 arbetade han för den i London utgivna månadstidskriften Nowa Polska och för vänsterinriktade polsk-amerikanska tidningar. Han var knuten till International Workers Organization från1942. 
Under denna period skrev han i Kwiaty Polskie (Polska blommor), en episk dikt med återblickar till sin barndom i Łódź. Julian Tuwim återvände till Polen 1946, men skrev inte mycket efter andra världskriget.